# NASA World Wind
NASA World Wind är en virtuell jordglob för Microsoft Windows utvecklad av Nasa. Programmet är skrivet i programmeringsspråket C# och har öppen källkod. Det använder sig av Nasas satellitbilder samt av det amerikanska lantmäteriverkets detaljfoton över USA för att visualisera jorden i tre dimensioner. World Wind ger också användaren möjlighet att se månen på samma sätt.

## Data
Den mängd data som används för programmet är stort, cirka 4,6 terabyte, och kan därför inte installeras lokalt på en vanlig hemdator. Därför laddas data som behövs ned från Nasas servrar vid behov, och därför är en internetuppkoppling ett krav för att kunna använda programmets alla delar.
De datauppsättningar som NASA World Wind innehåller är:
- Blue Marble – en sammansättning av hela jorden från flera satellitbilder
- Landsat 7-bilder
  - NLT Landsat – satellitfotografier med 15 meters upplösning
  - OnEarth – satellitfotografier med 15 meters upplösning
  - GeoCover 1990 och 2000
- Bilder från USGS
  - Digital Ortho – flygfotografier med ner till 1 meters upplösning i svartvitt
  - Urban Area Ortho – flygfotografier av utvalda tätorter i färg
  - Topografiska kartor
- SRTM-terrängdata inklusive batymetri

## Specifikationer
Grundupplösningen över hela jordklotet baseras på fotografier tagna med Landsat 7 och ger 15 meters detaljupplösning. Över USA används därutöver även fotografier från USGS med en upplösning på 1 meter i svartvitt och över några tätbebyggda områden ner till 0,25 meter i färg.
Detaljupplösningen för höjddata är 30 meter för USA och 90 meter för resten av världen, vilket motsvarar 1 respektive 3 bågsekunder.